# Lang Jeffries
Lang Jeffries (7 de junio de 1930 – 12 de febrero de 1987) fue un actor estadounidense cinematográfico y televisivo nacido en Canadá, casado entre los años 1960 y 1962 con la actriz Rhonda Fleming.

## Biografía
Nacido en Ontario, Canadá, su verdadero nombre era Hubor William Lappin. Vivía en Míchigan cuando obtuvo su número de Seguridad Social. Jeffries sirvió en el Ejército de los Estados Unidos durante la guerra de Corea, y fue uno de los tres únicos supervivientes de los 177 hombres de su unidad que tomaron tierra en Incheon, Corea del Sur, en el otoño de 1950, una operación dirigida por el General Douglas MacArthur.
Entre 1958 y 1960 Jeffries tuvo su primer papel, y el de mayor éxito, el de Skip Johnson, en los setenta y cuatro episodios de la serie televisiva de aventuras Rescue 8, en la cual también actuaba Jim Davis como Wes Cameron.
En 1960, Jeffries y John McIntire trabajaron como artistas invitados en el episodio "The Most Dangerous Gentleman", perteneciente a la serie western de corta trayectoria de la NBC Overland Trail, protagonizada por William Bendix y Doug McClure.
El 9 de octubre de 1961, solo tres meses antes de divorciarse, Jeffries y Rhonda Fleming participaron en el programa de entrevistas de Helen O'Connell Here's Hollywood. Jeffries, siete años menor que Fleming, era el tercero de los seis maridos de la actriz.
Jeffries fue Vibio en el film La Rivolta degli schiavi, encarnando Rhonda Fleming a Fabiola. Otra película del género péplum rodada  por Jeffries fue Solo contro Roma (1962).
En 1962, y ya divorciado, Jeffries fue artista invitado en el episodio "Elegy of a Hero", perteneciente a la serie de aventuras Ripcord, actuando junto a Larry Pennell y Ken Curtis.
Desde 1964 a 1971, Jeffries actuó en casi veinte cintas producidas en Francia, España, Alemania, Italia, y Rumania. Entre otros papeles, fue el héroe de ciencia ficción Perry Rhodan en 4 …3 …2 …1 …morte (1967). Rodó varias películas italianas de espionaje, tales como Agente X 1-7 operación Océano (coproducción hispanoitaliana, 1965), Z7 Operation Rembrandt (germanoitaliana, 1966), Le spie uccidono in silenzio (hispanoitaliana, 1966), L'affare Beckett (francoitaliana, 1966), Cifrado especial (Francia-España-Italia, 1966), Il nostro agente a Casablanca (España-Italia, 1966), y Moresque: obiettivo alucinante (España-Italia, 1967).
Sus tres últimas actuaciones en el cine estadounidense llegaron con Mean Mother (1974), The Junkman (1982), y Deadline Auto Theft (1983).
En 1966, viviendo en Roma, Jeffries se casó con Gail Harris, madre de John Paul Getty III. Desde mediados de los años 1970, Jeffries gestionó una galería artística en Huntington Beach, California, propiedad de su tercera esposa, Mary. Lang Jeffries falleció en 1987 en Huntington Beach, a los 56 años de edad.

## Filmografía (selección)
- 1958–1960 : Rescue 8 (serie TV)
- 1961 : La rivolta degli schiavi
- 1964 : L'incendio di Roma
- 1966 : Rembrandt 7 antwortet nicht
- 1966 : L'affare Beckett
- 1966 : Le spie uccidono in silenzio
- 1966 : Lotosblüten für Miss Quon
- 1966 : Cifrado especial
- 1967 : Moresque: obiettivo alucinante
- 1967 : 4 …3 …2 …1 …morte
- 1968 : Kampf um Rom (2ª parte)
- 1968 : Réquiem para el gringo
- 1970 : Le Mans, scorciatoia per l'inferno
- 1982 : The Junkman
- 1983 : Deadline Autotheft